# El Bur
El Bur (in somalo Ceelbuur), è una città della Somalia situata nella regione di Mudugh. È capoluogo della provincia omonima.
Fino al 2014 la città era controllata dal gruppo islamista Al-Shabaab. Il 26 marzo 2014, El Bur è stata riconquistata dall'esercito somalo e dalle truppe dell'Unione africana